# Атака Москвы дронами 11 марта 2025 года

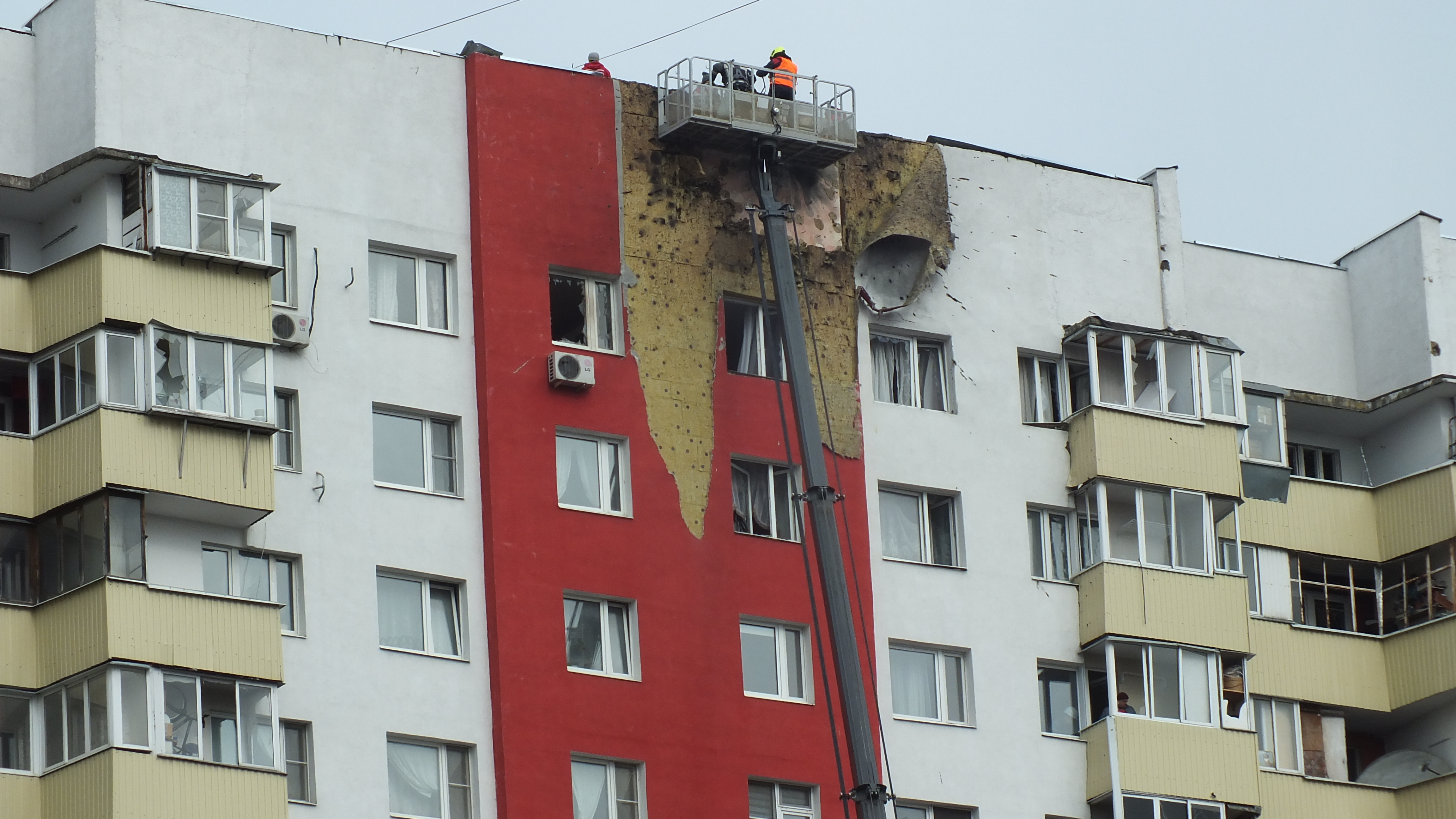
Повреждённый дом № 27 на Домодедовской улице

11 марта 2025 года Москва и Московская область были атакованы украинскими беспилотными летательными аппаратами (БПЛА). Большинство беспилотников было сбито при подлёте в районах городов Домодедово и Люберцы, а также в районе Орехово-Борисово Южное (часть Москвы), но как минимум три БПЛА нанесли повреждения жилым домам на окраинах Москвы.

## Жертвы
Во время атаки погибли трое сотрудников компании «Мираторг» в Домодедово. Всего в Подмосковье было ранено более 20 человек, включая двоих детей.